# Tate's Cairn
Tate's Cairn ou Tai Lo Shan (chinês: 大老山, lit. ‘Montanha Big Brother’) é uma montanha em Hong Kong com 583 m de altura. É um dos picos do Kowloon Ridge e cai dentro do Ma On Shan Country Park. O pico começou a aparecer em mapas coloniais na década de 1860, mas permaneceu sem nome até o início do século XX.

## Antecedentes
A origem do nome inglês do pico é desconhecida, mas pode ter origem em mapas criados por um agrimensor chamado George Passman Tate, superintendente adjunto do Departamento de Pesquisa da Índia, responsável pelos mapas do governo de Hong Kong e dos Novos Territórios em 1899 e 1900.
Construído em 1991 a um custo de HK$ 2 bilhões, o Cairn Tunnel da Tate tem um túnel veicular de tubo duplo 3,9 km longo correndo de norte a sul abaixo do pico.
A transição do Estágio 4 para 5 da Trilha MacLehose está localizada abaixo do Cairn.